# Kevil
La ville de Kevil est située dans le comté de Ballard, dans le Commonwealth du Kentucky, aux États-Unis. Sa population, qui s’élevait à 376 habitants lors du recensement de 2010, est estimée à 595 habitants en 2018.

## Source
- (en) Cet article est partiellement ou en totalité issu de l’article de Wikipédia en anglais intitulé « Kevil, Kentucky » (voir la liste des auteurs).

1. ↑  (en) « Population and Housing Unit Estimates » (consulté le 2 avril 2020)
2. ↑  (en) « Census of Population and Housing », Census.gov (consulté le 4 juin 2015)